# Psittacanthus palmeri
Psittacanthus palmeri là một loài thực vật có hoa trong họ Loranthaceae. Loài này được (S. Watson) Barlow & Wiens miêu tả khoa học đầu tiên năm 1973.